# Acronicta concrepta
Acronicta concrepta là một loài bướm đêm thuộc họ Noctuidae. Nó được tìm thấy ở bán đảo Triều Tiên, Trung Quốc, Nhật Bản (Hokkaido), vùng Viễn Đông Nga (Primorye, Khabarovsk, vùng Amur, Sakhalin, miền nam quần đảo Kuril) và tây nam Xibia (Ngoại Baikal).